# The Twilight Zone (1985)
The Twilight Zone (no Brasil, Além da Imaginação; em Portugal, A Quinta Dimensão) é uma série de televisão norte-americana de suspense, é o primeiro dos revivals da série homônima dos anos 60, criada por Rod Serling. Ela foi transmitida em duas temporadas pela CBS, e depois em uma temporada final pela Television Syndication.

## Histórico
Foi a decisão de Rod Serling em vender sua parte da série de volta para a rede que, eventualmente, permitiu uma refilmagem de Twilight Zone. Com essa produção, a CBS poderia ter mais lucros e vantegens do que teria com a compra de uma nova série produzida por uma empresa externa. Mesmo assim, a rede demorou a considerar uma refilmagem, recusando ofertas da equipe de produção original de Rod Serling e Buck Houghton, e mais tarde do cineasta norte-americano Francis Ford Coppola. Tal hesitação era resultado da preocupação mediante o fato de The Twilight Zone não ter apresentado, jamais, o sucesso que a CBS pretendera, e era esperado que uma refilmagem também não corresponderia às expectativas da rede.
Apesar da resposta morna para Twilight Zone: The Movie, a homenagem de Spielberg à série original, a CBS deu “cartão verde” para a refilmagem em 1984, sob o nome The Twilight Zone e a supervisão de Carla Singer, então “Vice Presidente do Departamento de Drama” da rede. "The Twilight Zone foi uma série que eu sempre gostei quando criança", disse Singer, "... e nesse ponto me soou como um interessante desafio pessoal".
Esses sentimentos foram ressaltados por uma série de jovens cineastas ansiosos para deixar a sua marca em uma série que tinha se mostrado importante para a vida e o trabalho de pessoas como os escritores Harlan Ellison, George R. R. Martin, Rockne S. O'Bannon, Jeremy Bertrand Finch, Paul Chitlik e os diretores Wes Craven e William Friedkin. A série trouxe para o elenco estrelas como Bruce Willis, Helen Mirren, Season Hubley, Morgan Freeman, Martin Landau, Jonathan Frakes e Fred Savage. A nova música tema foi composta por Jerry Garcia e realizada por The Grateful Dead.
Substituindo Serling (que morrera em 1975) como narrador estava Charles Aidman, ele mesmo a estrela de dois episódios clássicos do "The Twilight Zone". A série refilmada durou duas temporadas (uma no formato de uma hora) na CBS. Uma terceira temporada adicional, com meia hora de duração, foi produzida em 1988, pela "Television Syndication". Robin Ward substituiu Aidman como o narrador desses episódios canadenses.
Ao contrário de Rod Serling (cuja imagem aparece fugazmente nos créditos de abertura da refilmagem) e de Forrest Whitaker (que seria o narrador do The Twilight Zone de 2002), Aidman e Ward não aparecem na tela .

## Introdução
| “ | Esta porta se abre com a chave da imaginação. Atrás dela existe outra dimensão. Uma dimensão de sons. Uma dimensão de imagens. Uma dimensão mental. Vocês estão entrando num mundo cheio de sombras e substâncias; de coisas e idéias, pois vocês passaram para Além da Imaginação. | ” |

## Temporadas

### Primeira Temporada (1985–1986)
The Twilight Zone estreou em 27 de setembro de 1985, com uma recepção calorosa: ele ganharia o horário de sexta-feira à noite em quatro de suas cinco primeiras semanas. Os episódios caracterizaram adaptações de histórias de Harlan Ellison (cujo "Shatterday" lançou a nova série), Greg Bear, Ray Bradbury, Arthur C. Clarke, Robert McCammon e Stephen King.
Um novo lote de roteiros foi suplementado com remakes dos clássicos de “The Twilight Zone”, como "Dead Man's Shoes", "Shadow Play" e "Night of the Meek".
Embora a equipe de produção estivesse convencida de estar tomando as decisões corretas, as avaliações começaram a diminuir e a novidade do show acabou. Quando Harlan Ellison apresentou o roteiro para o “The Twilight Zone Especial de Natal”, uma adaptação de “Nackles”, história de 1964 de Donald E. Westlake, em que um fanático assusta crianças de minorias com histórias de um malicioso anti-Papai Noel, o projeto foi rejeitado pela “CBS' West Coast Standards & Practices”. O episódio, que era para ser estréia na direção de Ellison, foi interrompido em meados de produção, e o custo do programa estava entre 150 mil dólares para 300.000 dólares para pagar os serviços de Ellison como consultor de criatividade. Ellison se ressentiu de suas várias tentativas para mudar a mente da rede.
O incidente "Nackles" gerou, portanto, uma reação da imprensa, e acabou por influenciar e diminuir o interesse público pela série. Apesar da baixa audiência, The Twilight Zone foi renovada para uma segunda temporada no início de 1986.

### Segunda Temporada (1986–1987)
Ao contrário da primeira temporada, os episódios eram apresentados isoladamente, e não 2 ou 3 episódios menores em cada sessão. A Segunda Temporada teve a duração de apenas 11 episódios, porque a CBS a cancelou no meio da temporada. Vários dos episódios inacabados ou que não haviam sido transmitidos, foram terminados para a terceira temporada.

### Terceira temporada (1988–1989)
A CBS deixou de lado a equipe de produção original, e trouxe um novo grupo liderado pelo produtor executivo Mark Shelmerdine (I, Claudius) e habilmente apoiados pelos editores Paul Chitlik & Jeremy Bertrand Finch, e J. Michael Straczynski (que escreveu mais episódios nessa época do que qualquer outro e se tornou o único editor a entrar no meio da temporada) para fazer 21 episódios de trinta minutos para a terceira temporada, desta forma eles poderiam ter episódios suficientes para vender a série ao "Televison Syndication". Robin Ward substituiu Aidman como o narrador dos episódios canadenses.